# Jésus (film)
Pour les articles homonymes, voir Jésus (homonymie).
Pour plus de détails, voir Fiche technique et Distribution.
Jésus, appelé aussi Le Film Jésus, est un film américain qui décrit la vie de Jésus Christ en suivant principalement l'évangile de Luc de la Bible. Il est sorti en 1979 par l'Australien Peter Sykes et l'Anglais John Krish.

## Synopsis
La vie de Jésus Christ en suivant principalement l'évangile de Luc de la Bible.

## Historique
L'idée du film remonte à 1950, lorsque le pasteur presbytérien Bill Bright, qui allait fonder l'organisation Campus pour Christ (Campus Crusade for Christ), voulut faire sur la vie de Jésus un film à la fois attractif et bibliquement correct, qui puisse être traduit en plusieurs langues et présenté partout.
Au milieu des années 1970, une équipe de 500 chercheurs et dirigeants d'organisations laïques et chrétiennes entreprit de réunir les éléments historiques du film. La production de Jésus coûta six millions de dollars (principalement des dons). Le tournage se déroula dans tout le Proche-Orient et dura plusieurs mois.
Le film Jésus a été produit par John Heyman, juif d'origine allemande. L'acteur britannique Brian Deacon, connu pour ses interprétations de Shakespeare, fut engagé pour tenir le rôle clé de Jésus. De mère catholique et de père protestant, Deacon raconte que, durant son adolescence, ses parents n'insistèrent jamais pour qu'il choisisse entre ces deux pratiques religieuses, mais l'encouragèrent à trouver sa propre voie. Paul Eshleman, ancien directeur du Projet Film Jésus (ou Projet Semer l'Évangile), qui était présent lors des principales prises de vue et avait même reçu un petit rôle de figurant (celui d'un cavalier romain), affirme  que Deacon était tellement pris par le film et sous l'inspiration de son message qu'il lui arrivait souvent de lire plusieurs traductions de la Bible pour être certain de présenter correctement l'enseignement du Christ. Eshleman révèle aussi que Niko Nitai, qui jouait Pierre, est devenu croyant durant le tournage, et que l'homme chargé de tenir le rôle du cadavre de Jésus, est entré par la suite au séminaire.
Quelques endroits mentionnés dans la Bible, comme le Jourdain et ce qu'on croit avoir été la maison de Simon le Tanneur, ont été utilisés dans le film.
Chaque jour, après la fin du tournage, les bobines de film étaient envoyées à un groupe de spécialistes de la Bible pour vérification.
Au lieu d'intégrer une histoire parallèle au film ou d'enjoliver le récit biblique, comme l'avaient fait d'autres épopées religieuses telles que Les Dix Commandements ou La Plus Grande Histoire jamais contée, les auteurs du Film ont choisi de suivre au plus près l'évangile de Luc. Pratiquement chaque mot des dialogues du film provient de Luc, qui fut choisi par John Heyman sur le conseil de membres du clergé et de chercheurs. Ils estimaient que le scénario ne devait se baser que sur un seul Évangile et que celui de Luc, le plus complet, ferait le mieux l'affaire.
Des scènes destinées au film Jésus une histoire à vivre (L'Histoire de Jésus pour les Enfants), moins violentes que dans le film Jésus et convenant mieux à de jeunes spectateurs, furent tournées simultanément.
En 1981, Bill Bright, avec l'organisation Cru, a fondé le « Projet Film Jésus » dans le but de traduire fidèlement Jésus dans d'autres langues et de le présenter dans le monde entier. La première traduction fut faite en tagalog, langue d'un peuple des Philippines. L'organisation travaille avec des milliers de missionnaires qui présentent le film dans le monde entier, parfois à des publics qui n'ont jamais vu de film. Autre priorité : la distribution du film aux États-Unis, où des millions de cassettes ont été envoyées spontanément aux gens à travers tout le pays. En 2004, l'organisation a mis le film en ligne sur son site Internet, dans plus de 300 langues. Tant Jésus que L'Histoire de Jésus pour les Enfants sont disponibles en format DVD et VHS. Des adaptations audio sont également disponibles dans de nombreuses langues.

## Traductions deJésus
Contrairement à la majorité des autres films, le processus de traduction de Jésus n'est pas une simple question de doublage. Chaque nouveau projet de traduction nécessite des mois de recherches de la part de linguistes pour s'assurer de sa complète fidélité. Lorsqu'un script est enfin accepté, on prend soin de synchroniser de façon aussi précise que possible le dialogue prononcé par les voix des nouveaux acteurs avec le mouvement des lèvres des acteurs parlant en anglais, afin de donner l'impression au spectateur que les acteurs du film parlent réellement dans sa langue. Il arrive qu'on doive changer des mots, mais l'équipe de traduction s'efforce de conserver l'exactitude du message du Christ.

## Nouvelle version
En 2001, une nouvelle séquence d'ouverture a été filmée, décrivant la création de l'homme, son expulsion du jardin d'Éden, le sacrifice avorté d'Isaac par son père Abraham et les prophéties d'Esaïe. Ceci afin de montrer, comme l'explique Paul Eshleman dans le commentaire audio, que la vie de Jésus s'inscrit dans le déroulement de l'histoire.
En 2003, Inspirational Films a produit une version éditée en DVD du Film Jésus, combinée avec Jésus : faits ou fiction (Jesus : Facts or Fiction). Il comporte une section intitulée Le voyage de découverte spirituelle. Des spécialistes de la Bible, des historiens, des philosophes, des écrivains et des pasteurs répondent à des questions spécifiques sur Dieu, Jésus, le christianisme, l'exactitude archéologique, scientifique et historique de la Bible. Il contient aussi les témoignages de nombreux chrétiens et chrétiennes. Le spectateur peut consulter les nombreux sujets indépendamment, ou regarder le film et activer une « loupe de découverte » qui, sur demande, lui permettra d'accéder aux commentaires de ces experts durant les scènes du film auxquelles ils se rapportent. Ceci fait, le lecteur revient à la scène qu'il visionnait. 
En France (en 2004) puis en Suisse romande, fin 2006, des versions équivalentes avec des témoignages de chrétiens et de chrétiennes ainsi que d'autres bonus comme la réponse à des questions importantes (pourquoi la souffrance, science et foi sont-ils compatibles, etc.) traitées par différents spécialistes, ont été publiées.

## Statistiques
D'après le New York Times, le film Jésus est le film de cinéma qui a été vu par le plus grand nombre de personnes de tous les temps, 
Le Projet Film Jésus affirme que Le Film Jésus a été vu plus de cinq milliards de fois, par près de trois milliards de personnes. Il se base sur :
• Le nombre de traductions (1026) du Film Jésus en DVD, VHS et format audio uniquement.
• Le nombre de présentations du film par les équipes de volontaires du Projet  Film Jésus, qui ont présenté le film dans 229 nations.
• Plus de 230 millions de personnes ont fait part de leur décision de recevoir le Christ  après avoir vu le film.
Il faut aussi dire que certains, comme Vinay Samuel, directeur exécutif de l'International Fellowship of Evangelical Mission Theologians (Mouvement international de théologiens évangéliques missionnaires), a déclaré au New York Times qu'à son avis, ces statistiques « ne sont pas rassemblées de manière socio-scientifique, pour ne pas dire plus. »
En date du 3 décembre 2013, ce film n'a reçu que 1 159 votes sur l'Internet Movie Database. Par comparaison La Passion du Christ (2004) a reçu 146 759 votes ; La Dernière Tentation du Christ (1988) a reçu 31 430 votes ; L'Évangile selon saint Matthieu (1964), 5 723 votes.

## Fiche technique
- Titre original : Jesus
- Titre français : Jésus, Le Film de Jésus.
- Réalisation : John Krish et Peter Sykes
- Scénario : Barnet Bain
- Production : Richard F. Dalton et John Heyman
- Musique : Nachium Heiman
- Musique originale : Luigi Patruno et Luciano Salvemini
- Photographie : Mike Reid
- Société de production : Inspirational Films, The Genesis Project
- Société de distribution : Warner Bros.
- Pays d'origine:  États-Unis •  Australie •  Royaume-Uni
- Langue : anglais
- Format : couleur • 35 mm • 1.85 : 1 • son : mono
- Genre : Biographie historique
- Durée : 115 minutes (1 h 57)
- Budget : 6 millions de dollars US
- Date de sortie : 
  - États-Unis : 19 octobre 1979
  - Australie : 3 avril 1980

## Distribution
- Brian Deacon : Jésus
- Rivka Neuman : Marie
- Alexander Scourby : Luc (voix)
- Niko Nitai : Saint Pierre
- Joseph Shiloach : Joseph
- Ori Levy : Caiaphas
- Richard Perteson : Hérode Antipas
- Peter Frye : Ponce Pilate
- Elie Danker : Judas Iscariote
- Nisim Gerama : Thomas
- Mili Mfir : Simon le Pharisien
- Talia Shapira : Marie de Magdala
- Elie Cohen : Jean le Baptiste
- Mili Rafi : Simon le zélote
- Gad Roll : André, l'apôtre
- Shamuel Tal :  Jean, l'apôtre
- Michael Warshaviak : Barthélémy
- Dina Doron : Elizabeth